# Mathieu Aelbers
Mathieu Aelbers was een Belgische verzetsstrijder tijdens de Tweede Wereldoorlog.
In 1942 ving hij het Nederlandse Joodse meisje Anibeta Kirschner op, dat hij met de fiets over de grens smokkelde en opving in zijn thuisdorp Rekem, waar ze werd voorgesteld als de dochter van zijn schoonzus. Nadat zijn dorpsgenoten onraad begonnen te ruiken, verhuisde Aelbers met zijn gezin naar een ander dorp. Na de oorlog werd Kirschner verenigd met haar familie.
Op 5 januari 1984 verleende het Jad Wasjem Aelbers en zijn echtgenote de titel Rechtvaardige onder de Volkeren.